# Arhopala bazaloides
Arhopala bazaloides е вид пеперуда от семейство Синевки (Lycaenidae). Видът не е застрашен от изчезване.

## Разпространение
Разпространен е в Бангладеш, Виетнам, Индия, Камбоджа, Китай (Хайнан), Лаос, Малайзия (Западна Малайзия), Мианмар, Тайланд и Шри Ланка.